# Clyde Purnell
Clyde Honeysett Purnell (* 14. Mai 1877 in Ryde, Isle of Wight, Kent; † 14. August 1934 in Westenhanger, Kent) war ein englischer Amateurfußballspieler.

## Leben
Purnell wurde als Sohn von John und Emily Purnell geboren. Er war ein begeisterter Sportler und betrieb Radsport, Cricket, Toboggan und Billard. 1895 wurde er im Alter von 18 Jahren Kapitän des Olympic Sporting Club.

## Vereinskarriere
1905 wurde er mit dem FC Clapton in Shepherd’s Bush Vizemeister im FA Amateur Cup. Zwei Jahre später holte er mit Clapton den Titel, wobei er im Finale beim 6:0-Sieg über Eston United ein Tor erzielte.

## Nationalmannschaft
Purnell absolvierte 7 Länderspiele für die englische Fußballnationalmannschaft der Amateure und erzielte 10 Tore.
Purnell gewann mit der Amateurmannschaft (für Großbritannien) beim Fußballturnier der Olympischen Spiele 1908 die Goldmedaille. In der ersten Runde erzielte er beim 12:1 gegen Schweden vier Tore.